# International Institute for Democracy and Electoral Assistance

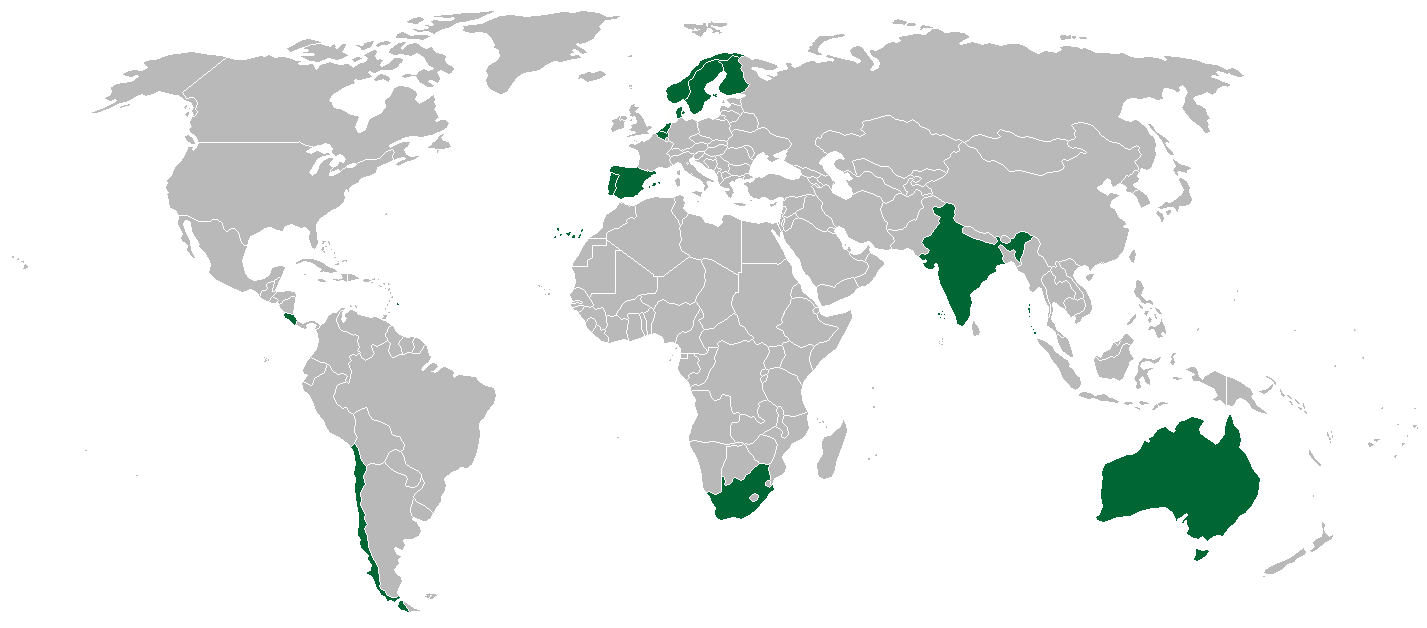
IDEA:s 14 grundarstater

International IDEA, International Institute for Democracy and Electoral Assistance, är en mellanstatlig organisation med huvudkontor på Strömsborg i Stockholm. International IDEA bildades av representanter för 14 grundarstater vid en konferens i Stockholm 27 februari 1995 och har i dag 34 medlemsländer från alla kontinenter . International IDEA:s mandat är att främja demokrati och demokratisering genom produktion av databanker med jämförande material, handböcker och expertkunnande. International IDEA föreskriver inte vilken lösning som är bäst, utan ger kunskap om en mängd olika institutionella lösningar. Arbetet fokuserar på frågor kring val, politiska partier, medborgardelaktighet, demokratiutveckling och konflikthantering. Organisationen har sammanlagt 14 globala, kontinentala och nationella kontor världen över med inriktning på utvecklingsländer i Asien, Afrika, Sydamerika och Oceanien.

IDEA:s logga

Generalsekreterare sedan augusti 2019 är Kevin Casas-Zamora.

## Styrning
International IDEA styrs av ett råd som består av alla medlemsländer med en ordförandepost som roterar årligen mellan medlemsländerna. Schweiz var ordförande för rådet under 2015 Mongoliet tar över ordförandeskapet under 2016. Rådet utser de övriga organen: styrelsekommittén, finans och revisionskommittén och övriga arbetsgrupper.
I organisationen ingår även en grupp rådgivare och ett sekretariat.

## Fokusområden

### Förbättra val och valprocesser
- Fungera som värd för och underlätta kunskapsutbyte kring valprocesser genom samarbeten och program som: ACE[4], NEEDS[5] och BRIDGE[6]. International IDEA arbetar ”electoral cycle" ett synsätt på valprocesser som kompletterar ett tidigare fokus själva valdagen och på valobservatörer.
- Stöd till reformer av valsystem
- Skyddar och stärker integriteten i valprocesser - Global Commissionon Elections, Democracy and Security
- Förbättrar riskbedömningar och hanteringen av konflikter och säkerhet i valprocesser[7] (ERMTool)
- Öka förståelsen av sambanden mellan sociala medier, traditionella medier och valprocesser

### Politiskt deltagande och representation
- Stödja och utveckla politiska partiers kapacitet
- Stödja dialoger inom partier som syftar till att skapa politiskt stöd för demokratiska reformer  stöd till politiska reformer
- Främja kvinnors politiska deltagande
- Förbättra regleringen av parti- och kandidatfinansiering

### Konstitutionella processer
- Fungera som reformpartner konstitutioner och grundlagar
- Stärka den konstitutionella kulturen och det folkliga deltagandet i konstitutionella förändringsprocesser [8]

### Demokrati och utveckling
- Stärka politiska institutioners lyhördhet och engagemang i socioekonomiska policyprocesser
- Lyfta demokratins roll i det multilaterala och bilaterala utvecklingsbiståndet
- Främja möjligheterna till ansvarsutkrävande för medborgare kring statlig och kommunal service och tjänstesektor
- Stödja utformningen av demokratiska politiska system som underlättar en hållbar ekonomisk tillväxt
- Påverka FN:s Post-2015 Development Framework (de nya SDG-målen efter 2015

### Genomgående prioriteringar
- Genus/jämställdhet[9]
- Konflikthänsyn[10]
- Mångfald[11]

## Medlemsländer
International IDEAs grundande medlemsstater var Australien, Barbados, Belgien, Chile, Costa Rica, Danmark, Finland, Indien, Nederländerna, Norge, Portugal, Sydafrika, Spanien och Sverige.
Från och med 2024 inkluderar de 35 medlemsstaterna: Australien, Barbados, Belgien, Benin, Botswana, Brasilien, Chile, Costa Rica, Dominikanska republiken, Estland, Filippinerna, Finland, Frankrike, Ghana, Indien, Indonesien, Kanada, Kap Verde, Luxemburg, Mauritius, Mexiko, Mongoliet, Namibia, Nederländerna, Norge, Panama, Peru, Portugal, Schweiz, Spanien, Sverige, Sydafrika, Tunisien, Tyskland och Uruguay. Japan och USA har officiell observatörsstatus.

## Kritik
Under flera år har kritik och debatt uppstått i relation till organisationen och dess generösa förmåner och för hur man hanterar skattemedel, bland annat i tidningen OmVärlden och uppmärksammat av "Slöseriombudsmannen".